# Герб Британских Подветренных островов
Герб Британских Подветренных островов — официальный символ колонии Британские Подветренные острова, наряду с флагом. Был утверждён 10 апреля 1909 года.

## История

Бейдж Британских Подветренных островов, 1871-1958

В 1871 году Подветренным островам присвоен статус федерации, одновременно был создан знак (бейдж) Федерации, использовавшийся до 1958 года: морская бухта, в которой находятся два корабля; на краю берега четыре ананаса; в главе  изображён королевский бейдж, увенчанный короной Святого Эдуарда (после Второй Мировой войны заменена императорской короной). Знак разработал Бенджамин Пайн, первый губернатор Федерации.
В 1905 году Геральдическая палата Великобритании высказало идею о необходимости создания гербов для всех английских колоний. Правительство одобрило эту инициативу, и колонии стали подавать официальные запросы на создание гербов. В 1909 году был принят герб Подветренных островов, который содержал гербы, представляющие шесть административных единиц колонии (слева направо сверху вниз): Антигуа и Барбуда, Доминика, сдвоенный герб Сент-Китса и Невиса, Монтсеррат, Британские Виргинские острова. После того, как в 1940 году Доминика вышла из состава Британских подветренных островов, герб либо полностью вышел из употребления, либо использовался без герба Доминики.
До настоящего времени гербы Британских Виргинских островов и Монтсеррата сохраняют преемственность с гербами, изображёнными на гербе Британских Подветренных островов.